# Ljudmila Zabolotnaja
Ljudmila Zabolotnaja (in russo Людмила Заболотная?; ...) è un'ex biatleta sovietica.

## Biografia
In carriera prese parte a un'edizione dei Campionati mondiali, vincendo due medaglie.

## Palmarès

### Mondiali
- 2 medaglie:
  - 1 oro (staffetta a Chamonix 1984)
  - 1 argento (individuale[1] a Chamonix 1984)